# Karcagi járás
A Karcagi járás Jász-Nagykun-Szolnok vármegyéhez tartozó járás Magyarországon, amely 2013-ban jött létre. Székhelye Karcag. Területe 857,26 km², népessége 42 299 fő, népsűrűsége 49 fő/km² volt a 2012. évi adatok szerint. Három város (Karcag, Kenderes és Kisújszállás) és két község tartozik hozzá.
A Karcagi járás a 2013-ban újonnan létrehozott járások közé tartozik, a járások 1983-as megszüntetése előtt nem létezett. Karcag korábban soha nem töltött be járási székhely szerepet, viszont városként soha nem is tartozott egyetlen járáshoz sem, és a kistérségek 1994-es kialakítása óta kistérségi központ volt.

## Települései
| Település    | Rang (2013. július 15.) | Kistérség (2013. január 1.) | Népesség (2012. január 1.) | Terület (km²) |
| ------------ | ----------------------- | --------------------------- | -------------------------- | ------------- |
| Karcag       | járásszékhely város     | Karcagi                     | 19 980                     | 368,63        |
| Kenderes     | város                   | Karcagi                     | 4 647                      | 111,24        |
| Kisújszállás | város                   | Karcagi                     | 11 367                     | 205,27        |
| Kunmadaras   | nagyközség              | Karcagi                     | 5 295                      | 153,55        |
| Berekfürdő   | község                  | Karcagi                     | 1 010                      | 18,57         |